# 두왑

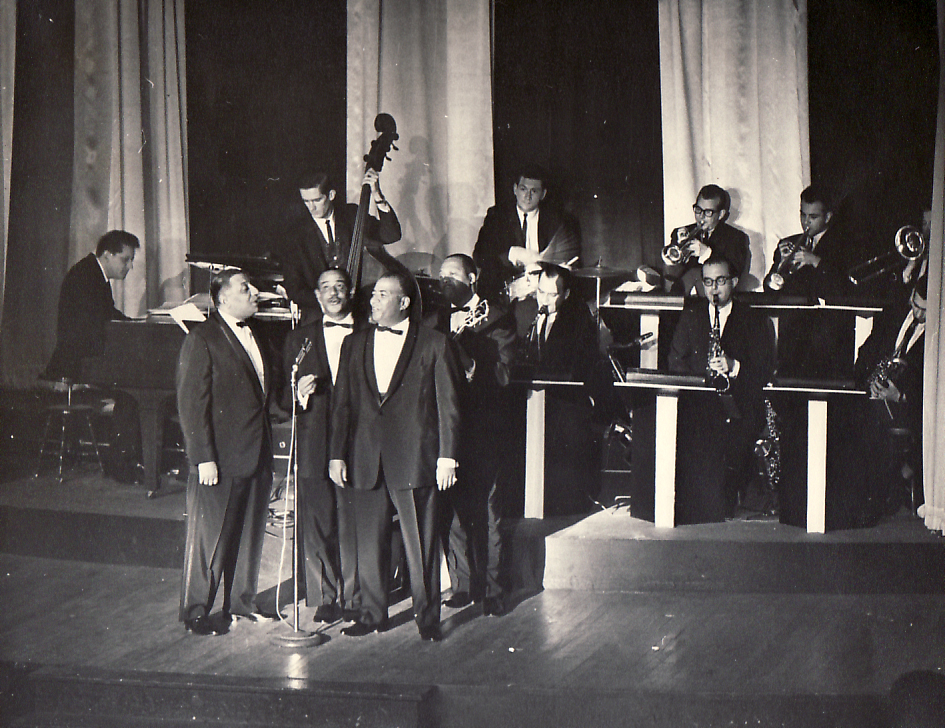

두왑(Doo-wop)은 아프리카계 미국인을 중심으로 R&B 스타일의 일종이다. 1950년대 중반부터 1960년대 초반 미국에서 융성하고 수많은 코러스 그룹이 결성되었다.

## 같이 보기
- 스캣